# Skawinki
Skawinki ist eine Ortschaft mit einem Schulzenamt der Gemeinde Lanckorona im Powiat Wadowicki der Woiwodschaft Kleinpolen in Polen.

## Geographie
Der Ort liegt am Fluss Skawinka an den östlichen Abhang des Bergs Chełm (603 m) in den Mittelbeskiden.
Die Nachbarorte sind Leśnica und Lanckorona im Norden, Zachełmna, Baczyn und Palcza im Süden, Stronie im Westen.

## Geschichte
Das Gründungsprivileg des Dorfes wurde auf der Burg Lanckorona von Kasimir dem Großen im Jahre 1359 ausgestellt.
Seit dem späteren 14./früheren 15. Jahrhundert bis zu 1889 gehörte es zur Starostei Lanckorona.
Bei der Ersten Teilung Polens kam Skawinki 1772 zum neuen Königreich Galizien und Lodomerien des habsburgischen Kaiserreichs (ab 1804). Das Dorf gehörte damals Rainer von Österreich.
1918, nach dem Ende des Ersten Weltkriegs und dem Zusammenbruch der k.u.k. Monarchie, kam Skawinki zu Polen. Unterbrochen wurde dies nur durch die Besetzung Polens durch die Wehrmacht im Zweiten Weltkrieg. Es gehörte dann zum Generalgouvernement.
Von 1975 bis 1998 gehörte Skawinki zur Woiwodschaft Bielsko-Biała.

## Sehenswürdigkeiten
- Katholische Holzkirche, im Jahre 1956 aus Przytkowice transferiert, dort im späteren 15./früheren 16. Jahrhundert gebaut, 1733 gründlich umgebaut;

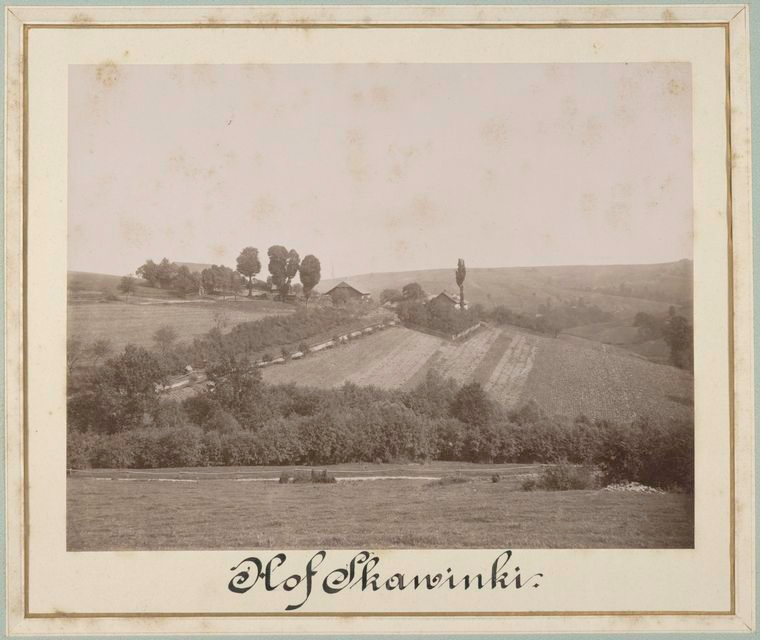
Skawinki im Jahre 1897
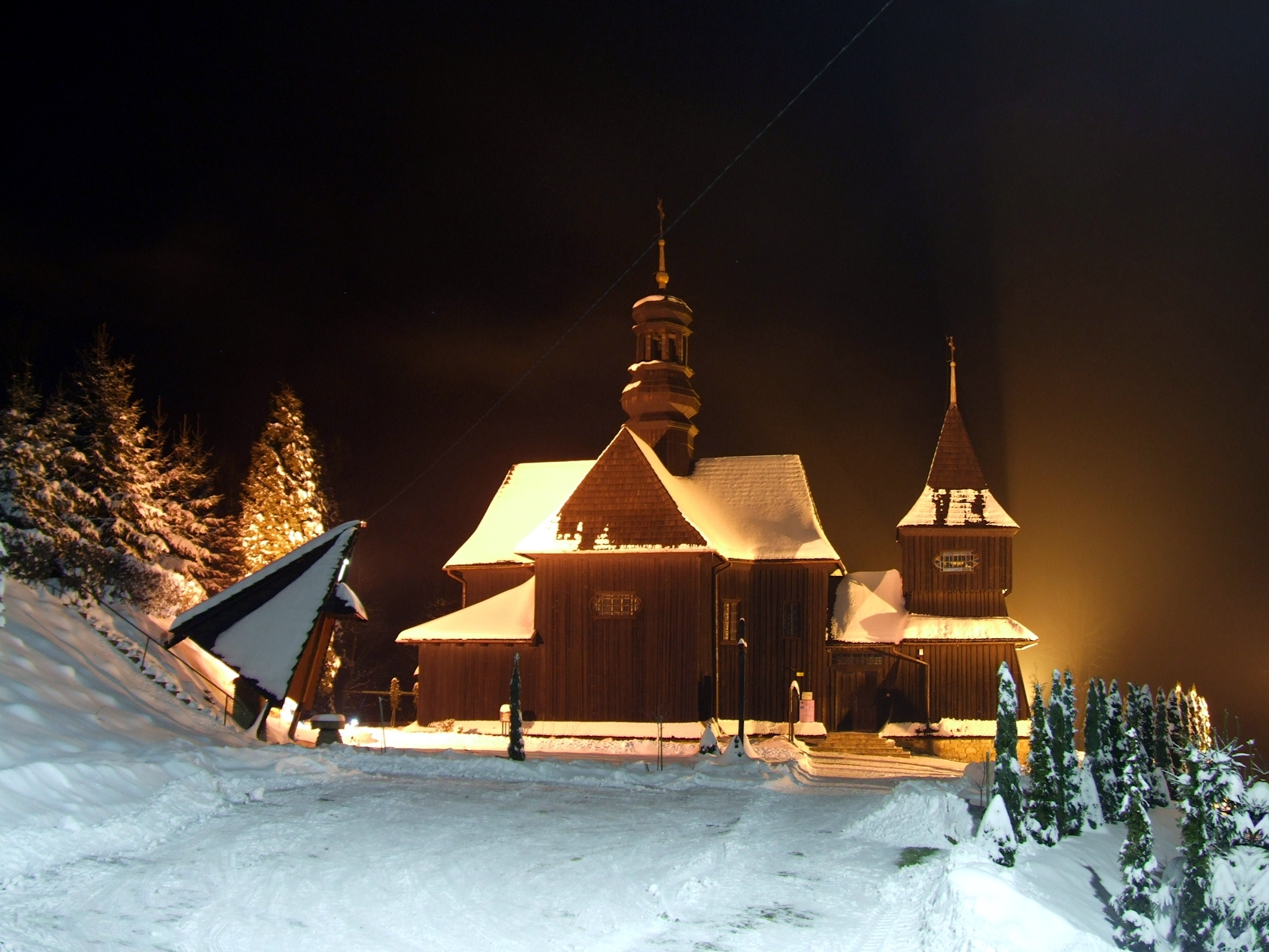
Holzkirche